# Багдадский чародей
«Багдадский чародей» (англ. The Wizard of Baghdad) — комедийный фэнтезийный фильм 1960 года, снятый режиссёром Джорджем Шерманом.

## Сюжет
Молодой джинн по имени Али вернулся, не выполнив своего последнего задания, что приводит в негодование главу демонов Асмодея. За все неудачи Али Асмодей делает молодого джинна смертным и даёт ему последний шанс проявить себя в мире волшебства. Джинн Али отправляется в Багдад для того, чтобы помочь принцу Хусану и принцессе Ясмин исполнить древнее пророчество…

## В ролях
- Дик Шон — джинн Али-Махмуд
- Дайан Бейкер — принцесса Ясмин
- Барри Коу — принц Хусан
- Джон Ван Дрелен — султан Джуллнар
- Роберт Ф. Саймон — Шамадин
- Вон Тейлор — Нородин
- Майкл Дэвид[фр.] — вождь Мероки
- Стэнли Адамс — надзиратель Кветч
- Уильям Эдмонсон — Асмодей
- Дон Беддоу — халиф Рашид (нет в титрах)
- Билл Муми — Аладдин (нет в титрах)

## Съёмочная группа
- Режиссёр: Джорлж Шерман
- Продюсер: Сэм Кацман
- Сценаристы: Джесси Ласки, Пэт Сильвер, Сэмюэл Ньюман
- Оператор: Эллис В. Картер
- Композитор: Ирвинг Герц